# Catherine de France (comtesse de Charolais)
Pour les articles homonymes, voir Catherine de Valois et Catherine de France.
Catherine de France ou Catherine de Valois, née vers 1428, morte à Bruxelles le 28 juillet 1446, fille de Charles VII, roi de France, et de Marie d'Anjou.
Elle épouse à Saint-Omer, dans l'abbaye Saint-Bertin le 19 mai 1440 Charles le Téméraire (1433 † 1477), alors comte de Charolais. Elle a alors 12 ans, et son mari a 6 ans. Elle meurt quelques années plus tard, le 28 juillet 1446 à Bruxelles à 17 ou 18 ans. Son décès prématuré inspire à Michault Taillevent, poète de la cour de Bourgogne, un Lai sur la mort de Catherine de France.
Charles le Téméraire se remarie en 1454 avec Isabelle de Bourbon et devient duc de Bourgogne en 1467.